# Csárdás Gusztáv
Csárdás Gusztáv (Budapest, 1891. április 12. – Budapest, 1966. április 4.) magyar nemzetközi labdarúgó-játékvezető. Neve Csárdás Ágoston formában is előfordul.

## Pályafutása
A 33 FC egyesült labdarúgója volt, balszélsőt játszott, együtt rúgta a labdát Zsák Károllyal, Bosnyákovits Károllyal. Labdarúgó pályafutásának fénykorában egy alkalommal szerepelt a válogatottban.
| Időpont           | Helyszín                    | Mérkőzés típusa      | Mérkőzés                              | Eredmény | Nézők száma |
| ----------------- | --------------------------- | -------------------- | ------------------------------------- | -------- | ----------- |
| 1914. október 26. | Üllői úti Stadion, Budapest | válogatott mérkőzése | Budapest válogatott–Berlin válogatott | 3 – 1    | 15 000      |

Játékvezetésből Budapesten a Magyar Futballbírák Testülete (BT) előtt vizsgázott. Az MLSZ a BT minősítésével NB II-es, majd 1928-tól NB I-es, III. fokú bíró. 1925–1931 között a futballbíráskodás legjobb játékvezetői között tartják nyilván. Küldési gyakorlat szerint rendszeres partbírói szolgálatot is végzett. A nemzeti játékvezetéstől 1935-ben visszavonult. NB I-es mérkőzéseinek száma: 34. Vezetett kupadöntők száma: 1.
| Időpont          | Helyszín                        | Mérkőzés típusa            | Mérkőzés                          | Eredmény | Nézők száma |
| ---------------- | ------------------------------- | -------------------------- | --------------------------------- | -------- | ----------- |
| 1928. június 17. | Városi pálya, Szombathely       | első NB I-es mérkőzése     | Sabaria FC–Nemzeti SC             | 0 – 0    | 2000        |
| 1931. május 25.  | Üllői úti Stadion, Budapest     | Magyar labdarúgókupa döntő | III. Kerületi TVE–Ferencvárosi TC | 4 – 1    | 3000        |
| 1935. május 5.   | Hungária krt. Stadion, Budapest | utolsó NB I-es mérkőzése   | III. Kerületi TVE–Ferencvárosi TC | 2 – 6    | 7500        |

A Magyar Labdarúgó-szövetség a Magyar Futballbírák Testülete JT javaslatára terjesztette fel nemzetközi játékvezetőnek, a Nemzetközi Labdarúgó-szövetség (FIFA) 1929-től tartotta-tartja nyilván bírói keretében. Több nemzetek közötti válogatott és klubmérkőzést vezetett, vagy működő társának partbíróként segített. A nemzetközi játékvezetői kapcsolatok eredményeképp Görögországban, Athénban vezetett bajnoki mérkőzéséket. Pályafutása idején a görög labdarúgó bajnokságokban a hazai játékvezetőket nem fogadták el, igaz, hogy nem volt független Játékvezető Testület sem. A mérkőzésekre a Magyar Labdarúgó-szövetség küldött játékvezetőket. Több francia és angol játékvezető is működött a görög bajnokságokban. A nemzetközi játékvezetéstől 1931-ben búcsúzott. Európában a legtöbb válogatott mérkőzést vezetők rangsorában többed magával, 1 (1929. augusztus 22.–1929. augusztus 22.) találkozóval tartják nyilván.
A magyar labdarúgó-válogatott mérkőzései (1902–1929) közül egy felkészülési találkozóra kapott megbízást.
| Időpont             | Helyszín               | Mérkőzés típusa | Mérkőzés              | Eredmény | Nézők száma |
| ------------------- | ---------------------- | --------------- | --------------------- | -------- | ----------- |
| 1929. augusztus 22. | BSZKRt. pálya Budapest | amatőr          | Magyarország–Bulgária | 3 – 2    | 6000        |

## Külső hivatkozások
- 1930–1931-es magyar labdarúgókupa. magyarfutball.hu. (Hozzáférés: 2014. augusztus 7.)
- Csárdás Gusztáv. eu-football.info. [2014. augusztus 8-i dátummal az eredetiből archiválva]. (Hozzáférés: 2014. augusztus 7.)
- Csárdás Gusztáv. blogspot.hu. (Hozzáférés: 2014. augusztus 7.)
- Csárdás Gusztáv. eu-football.info. (Hozzáférés: 2016. április 2.)